# اوملی
اوملی (به لاتین: Åmli) یک شهرداری در نروژ است که در اوست اگدر واقع شده‌است. اوملی ۱٬۱۳۰٫۶۱ کیلومتر مربع مساحت و ۱٬۸۵۶ نفر جمعیت دارد.